# Malaltia pel virus de Marburg
La malaltia pel virus de Marburg o, senzillament malaltia de Marburg (anteriorment febre hemorràgica de Marburg) és una malaltia greu dels humans i primats no humans causada per qualsevol dels dos marburgvirus, el virus de Marburg i el virus de Ravn. La malaltia és una febre hemorràgica vírica i els símptomes clínics no es distingeixen de la febre hemorràgica de l'Ebola.